# Tadeusz Sołtyk
Tadeusz Sołtyk (Radom, 1909. augusztus 30. – Varsó, 2004. július 14.) lengyel gépészmérnök, repülőgép-tervező.

## Pályafutása
Középiskolai tanulmányait Radomban végezte a Tytus Chałubiński Általános Tantervű Líceumban. Ezt követően a Varsói Műszaki Egyetem Gépészmérnöki Karán tanult, ahol 1934-ben kapott mérnöki oklevelet. A lengyel Állami Repülőgépgyárak (PZL) tervező részlegénél kezdett dolgozni. A PZL.23 Karaś volt az első repülőgép, amelynek a tervezésében részt vett, majd a PZL.46 Sum gyártásának az előkészületein dolgozott. A második világháború kitörésekor már a PZL főkonstruktőrének, Stanisław Praussnak a helyettese volt. Lengyelország német és szovjet megszállása idején részt vett a harcokban. Kocknál fogságba esett, de sikerült megszöknie. A második világháború alatt falun bujkált.
1944 végén, a német megszállás alól felszabadított, majd a szovjet csapatok által megszállt Lublinban alakult meg a háború utáni első lengyel repülőgép-tervező és gyártó intézmény, az LWD, amelynek Sołtyk lett a főkonstruktőre. Az LWD hamarosan Łódźba költözött, ahol Sołtyk vezetésével megalkották az LWD Szpak könnyű többcélú repülőgépet, majd az LWD Żak repülőgépet, amelyből néhány példány is készült. Az LWD, és Sołtyk legjelentősebb gépe ezekből az időkből az LWD Junak lett, amelyet több változatban nagyobb mennyiségben gyártottak. Az LWD-nél tervezett utolsó repülőgépe az LWD Miś kétmotoros többcélú repülőgép volt.
Az LWD-t 1949-ben felszámolták, Sołtyk pedig a varsói Repülési Intézetben (IL – Instytut Lotnictwa) folytatta pályafutását. 1952-ben őt nevezték ki az intézet tervezőirodájának vezetőjévé. Az első ott elkészített repülőgépe a Junak 1953-re elkészült továbbfejlesztett, harmadik sorozata volt, amely a TS–9 Junak nevet kapa. Ez volt az első repülőgép, amely Sołtyk későbbi gépeihez hasonlóan a monogramjából eredő „TS”-típusjelzést (TS – Tadeusz Sołtyk) használta. Következő repülőgépe az első repülését 1955-ben végrehajtó, majd 1957-től sorozatban gyártott TS–8 Bies kiképző- és gyakorló repülőgép volt,a mely a lengyel légierőnél a Junakokat váltotta fel.

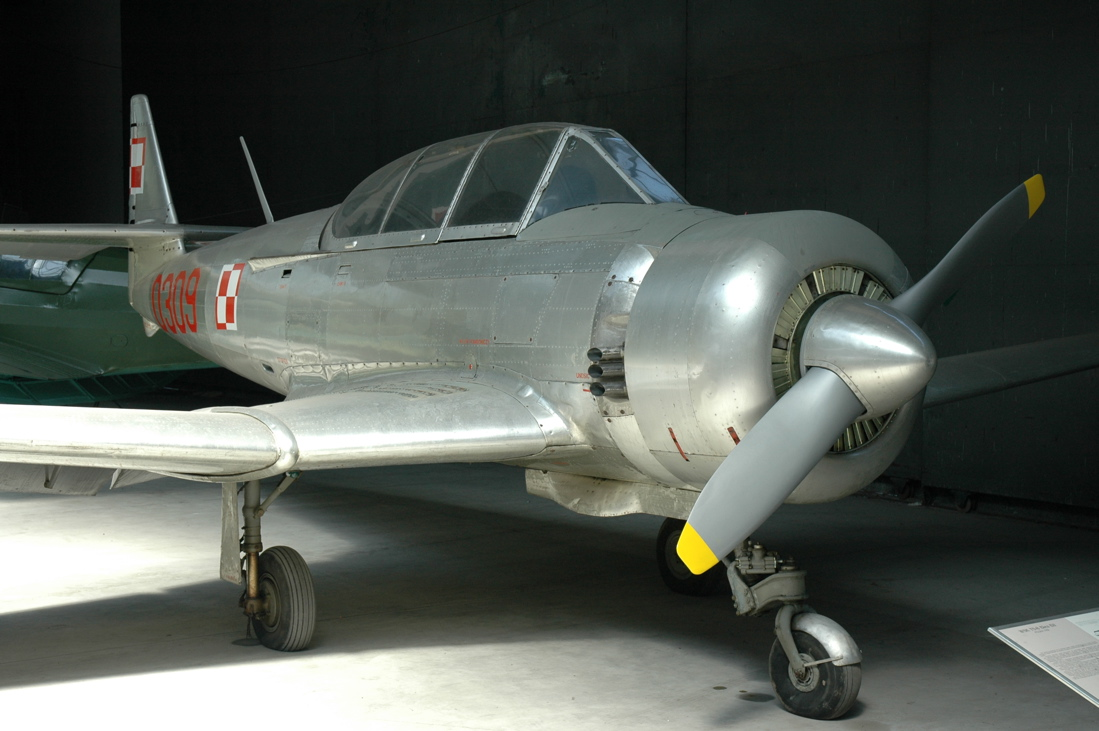
A TS–8 Bies

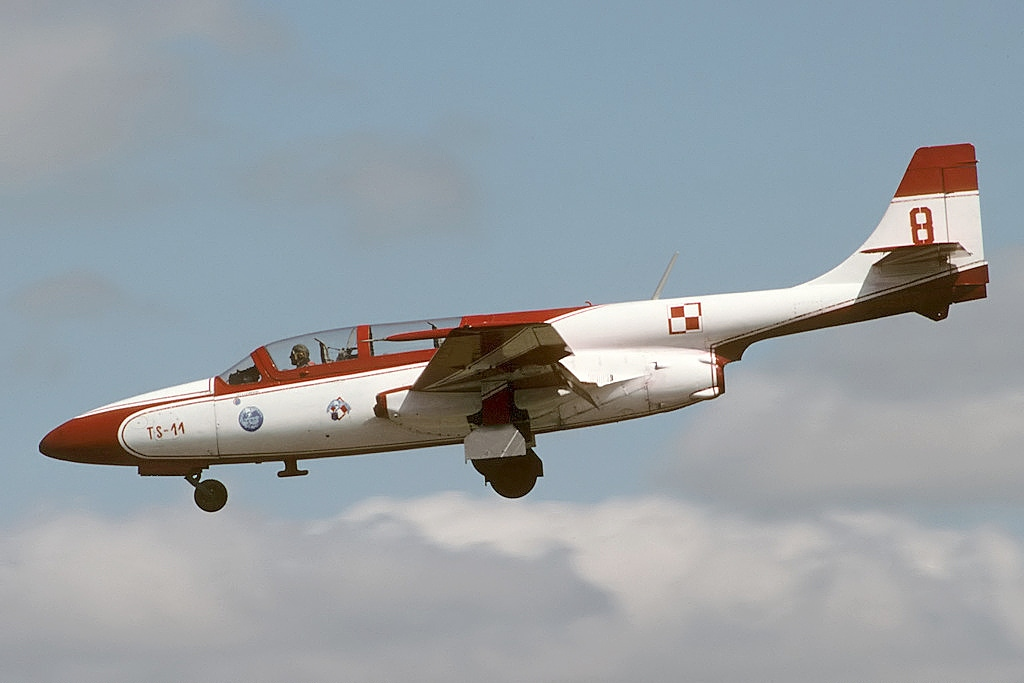
A PZL TS–11 Iskra gyakorló repülőgép

1957-től a Sołtyk vezette tervezőirodát a Repülési Intézettől a WSK-Okęcie (ma: WSK „PZL-Okęcie”) vállalatnál kialakított tervezőirodához, a Repülőgép-konstrukciós Központhoz csatolták. Sołtyk ott kezdte el legjelentősebb repülőgépének, a TS–11 Iskra kiképző és gyakorló repülőgépnek a tervezését. Az Iskra 1960-ban repült először. Ez volt az első Lengyelországban tervezett sugárhajtású repülőgép. A lengyel légierő alapvető gyakorló repülőgépe lett, azonban csak mérsékelt export-sikert ért el, néhány példányát Indiába is exportálták.
Az 1960-as években Sołtyk újabb repülőgépek tervezésén dolgozott. Még 1959-ben kezdett el foglalkozni az Iskra utódjának szánt TS–16 Grot hangsebesség feletti kiképző-gyakorló és könnyű harci repülőgép terveivel, azonban csak a teljes méretű makettje készült el. A TS–15 Fregata sugárhajtású, könnyű utasszállító repülőgép, a TS–17 Pelikan pedig légcsavaros mezőgazdasági repülőgép lett volna. 1963-ban azonban a lengyel állami vezetés úgy döntött, hogy nem támogatja a hazai repülőgép-konstrukciók fejlesztését és gyártását, mert a kis sorozatú gyártás gazdaságtalan. Helyette szovjet repülőgép- és helikopter-típusok licenc-gyártása és az alkatrész-gyártás mellett döntöttek. Ebben a helyzetben Sołtyk fejlesztési terveit is törölték. Maga Sołtyk 1967-ben – többek között e döntés hatására – elhagyta a repülőgépipart, és az Automatizálási és Vezérléstechnikai Ipari Intézetbe ment dolgozni, ahol a továbbiakban hajók vezérlőberendezéseinek fejlesztésével foglalkozott. (Az 1960-as évek a lengyel hajógyártás nagy fellendülésének időszaka volt.) Repülőgépekkel hosszú ideig nem foglalkozott. Csupán az 1980-as években tért vissza eredeti szakmájához, amikor tanácsadóként részt vett a PZL–130 Orlik és az I–22 Iryda repülőgépek tervezésében. 1992-ben vonult nyugállományba.
A gyakorlati tervezőmunka mellett oktatott is a Łódźi Műszaki Egyetemen, a Gdański Műszaki Egyetemen, a Varsói Műszaki Egyetemen, valamint a Katonai Műszaki Akadémián. Több kutatóintézet tevékenységében vett részt, tagja volt a lengyel Országos Repülési Tanácsnak.
Pályafutása alatt több kitüntetést kapott. 1960-ban a Lengyel Újjászületés Rendjének Lovagkeresztjével tüntették ki. Az LWD Junak tervezéséért megkapta az Állami Díj II. fokozatát, a TS–11 Iskra tervezéséért pedig a Védelmi Minisztérium I. fokozatú kitüntetését. Tudományos fokozata 1955-től a Repülési Intézetnél adományozott docensi cím volt, 1975-ben pedig egyetemi tanárrá nevezték ki. Öt könyvet írt, ezek közül a Dwa żywioły, dwie pasje (Két elem, két hobbi) című a saját visszaemlékezéseit tartalmazza.
A repülésen kívül másik kedvelt időtöltése a vitorlázás volt. A második világháború előtt több versenyen is részt vett, és saját tervezésű hajói és jégvitorlásai is voltak. 1938-an tengeri jachtot is tervezett.
2004. július 14-én, 94 éves korában hunyt el.

## Külső hivatkozások
- Életrajza szülővárosa, Radom honlapján Archiválva 2013. szeptember 22-i dátummal a Wayback Machine-ben